# هيرويوكي ياماموتو
هيرويوكي ياماموتو (باليابانية: 山本浩之) (و. 1962 – م) هو مذيع، من اليابان، ولد في ساكاي.

## التعليم
تعلم في Ryukoku University ‏.